# Noise Floor (Rarities: 1998-2005)
Noise Floor (Rarities: 1998-2005) è una compilation dei Bright Eyes, pubblicata nel 2006 contenente rarità e b-side degli anni precedenti.

## Tracce
1. Mirrors and Fevers (Don't Be Frightened of Turning the Page EP - 2000)
2. I Will Be Grateful for This Day (Sub Pop Singles Club 7" - 2001)
3. Trees Get Wheeled Away (Lost & Found, Volume 1 compilation - 2003)
4. Drunk Kid Catholic (Drunk Kid Catholic EP - 2001)
5. Spent on Rainy Days ("Home Volume IV" - Post Parlo Records - 2002)
6. The Vanishing Act ("Too Much of a Good Thing" 7" - 1999)
7. Soon You Will Be Leaving Your Man ("Motion Sickness" 7" - 2000)
8. Blue Angels Air Show (DIW Magazine 7" - 2002)
9. Weather Reports (inedito con M. Ward)
10. Seashell Tale (inedito con M. Ward)
11. Bad Blood (split 7" con Album Leaf - 2001)
12. Amy in the White Coat (3 More Hit Songs From Bright Eyes singolo UK - 2002)
13. Devil Town (The Late Great Daniel Johnston compilation - 2004)
14. I've Been Eating (For You) (Drunk Kid Catholic EP - 2001)
15. Happy Birthday to Me (February 15) (Drunk Kid Catholic EP - 2001)
16. Motion Sickness (Motion Sickness 7" - 2000)

### Tracce bonus nel vinile
- Act of Contrition (Second Thoughts compilation - 2000)
- Hungry for a Holiday (split 7" con Album Leaf - 2001)
- When the Curious Girl Realizes She Is Under Glass Again (Sub Pop singles club 7" - 2001)
- Entry Way Song (Amos House Vol. 2 compilation 2002)
- It's Cool, We Can Still Be Friends (Transmission One: Tea at the Palaz of Hoon compilation - 2000)